# Матвиенко, Валентина Ивановна
Валенти́на Ива́новна Матвие́нко (в девичестве Тю́тина, род. 7 апреля 1949, Шепетовка, Каменец-Подольская область, Украинская ССР, СССР) — советский и российский политический и государственный деятель, дипломат. Председатель Совета Федерации Федерального собрания Российской Федерации с 21 сентября 2011 года. Сенатор Российской Федерации — представитель от исполнительной власти Санкт-Петербурга с 31 августа 2011 года. Член бюро Высшего совета партии «Единая Россия».
Губернатор Санкт-Петербурга с 5 октября 2003 по 22 августа 2011 года. Председатель Правительства Санкт-Петербурга в 2003—2011 годах. Заместитель председателя Правительства Российской Федерации в 1998—2003 годах. Чрезвычайный и полномочный посол Российской Федерации в Греции в 1997—1998 годах.
Полный кавалер ордена «За заслуги перед Отечеством». Кавалер ордена Святого апостола Андрея Первозванного (2019). Почётный гражданин Санкт-Петербурга (2017). Почётный гражданин города Кисловодска (2019). Герой Труда Российской Федерации (2024).
Находится под персональными международными санкциями 27 стран ЕС, Великобритании, США, Канады, Швейцарии, Австралии, Японии, Украины и Новой Зеландии.

## Биография
Валентина Тютина родилась 7 апреля 1949 года в Шепетовке Каменец-Подольской области Украинской ССР (ныне Хмельницкая область Украины). Отец — Иван Яковлевич Тютин, фронтовик, родился в Мокшанском районе Пензенской области.
Мать — Ирина Тютина, работала костюмером в театре, в девичестве носила фамилию Бублей, которая традиционно считается восточноукраинской (реже — белорусской) и происходит либо от крестильного имени Публий, либо от профессии — изготовитель бубликов.
Две старшие сестры Лидия и Зинаида. Детство провела в Черкассах.
Отец умер, когда Валентина училась во 2-м классе.
С серебряной медалью окончила школу (1966 год), с красным дипломом — Черкасское медицинское училище (1967 год).
В 1972 году окончила Ленинградский химико-фармацевтический институт. На 5-м курсе института вышла замуж за Владимира Матвиенко, ставшего полковником медицинской службы. Вспоминала, что после института была распределена в аспирантуру. В молодые годы Валентине Матвиенко больше хотелось быть учёным, чем политиком. Однако она получила приглашение на работу в райком комсомола и после совещания с ректором института приняла приглашение, решив вернуться в аспирантуру через 2—3 года.
В 1985 году окончила Академию общественных наук при ЦК КПСС (ныне РАНХиГС), в 1991 году — курсы усовершенствования руководящих дипломатических работников при Дипломатической академии МИД СССР.

### Партийная и советская карьера
- В 1972—1977 годах — заведующая отделом, секретарь, первый секретарь Петроградского райкома ВЛКСМ, Ленинград[7].
- В 1977—1978 годах — секретарь Ленинградского областного комитета ВЛКСМ[7].
- В 1978—1981 годах — второй секретарь Ленинградского областного комитета ВЛКСМ[7].
- В 1981—1984 годах — первый секретарь Ленинградского областного комитета ВЛКСМ[7].
- В 1984—1986 годах — первый секретарь Красногвардейского райкома КПСС Ленинграда[7].
- В 1986—1989 годах — заместитель председателя исполкома Ленинградского городского Совета народных депутатов (курировала вопросы культуры и образования)[7].
- В 1989—1991 годах — народный депутат СССР от Союза советских женщин, председатель Комитета Верховного Совета СССР по делам женщин, охраны семьи, материнства и детства, член Президиума Верховного Совета СССР[7].

### Работа в МИД России
- С 1991 года — чрезвычайный и полномочный посол СССР в Республике Мальта[7].
- В 1992—1994 годах — чрезвычайный и полномочный посол Российской Федерации в Республике Мальта[7].
- В 1994—1995 годах — посол по особым поручениям МИД России[7].
- В 1995—1997 годах — директор Департамента по связям с субъектами Федерации, парламентом и общественно-политическими организациями Министерства иностранных дел Российской Федерации[7].
- В 1995—1997 годах — член коллегии МИД Российской Федерации[7].
- Со 2 октября 1997 года по 24 сентября 1998 года — чрезвычайный и полномочный посол России в Греческой Республике[8][9].

С 2011 года является президентом Ассоциации выпускников Дипломатической академии МИД России.

### Работа в Правительстве и Администрации президента России

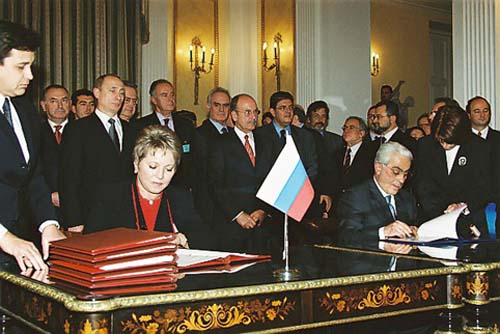
Вице-премьер Валентина Матвиенко во время подписания российско-греческих документов. Афины, 2001 год

С 24 сентября 1998 года по 11 марта 2003 года — заместитель председателя Правительства Российской Федерации.
С 11 марта по 15 октября 2003 года — Полномочный представитель президента Российской Федерации в Северо-Западном Федеральном округе.
В июне 2003 года вошла в состав Совета Безопасности Российской Федерации. Коллеги Валентины Матвиенко характеризовали её как «боевого и очень активного социального вице-премьера, которая боролась за каждый социальный объект, за каждую строчку бюджета». Так, среди её заслуг называют погашение многолетних задолженностей по зарплатам и пенсиям, увеличение выплат по больничным листам, повышение финансирования реализации закона об инвалидах. Успехам вице-премьера немало посодействовало общее улучшение экономической ситуации в стране в начале 2000-х. После дефолта 1998 г. и обвальной девальвации рубля экспортные доходы пересчитывались в рубли по значительно более высокому курсу доллара, в результате правительство получило возможность гасить старые долги перед социальной сферой.

### Губернаторство

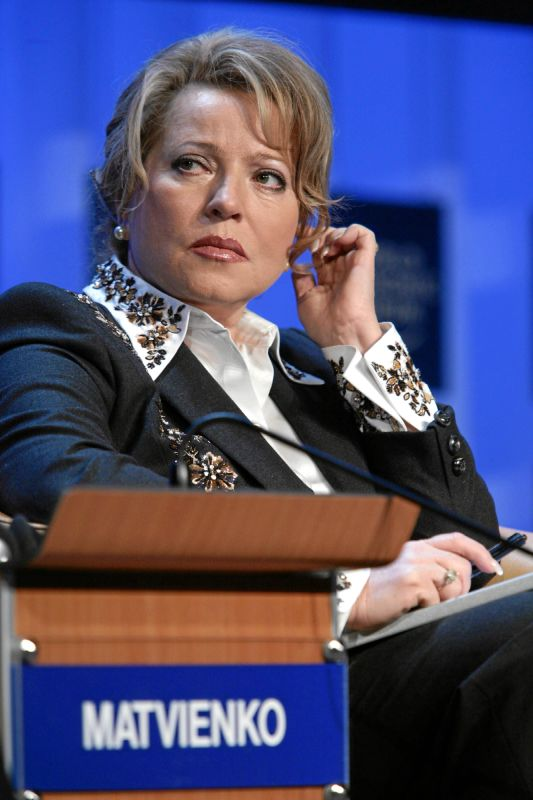
На форуме в Давосе. 2007 год

Валентина Матвиенко собиралась стать кандидатом на выборах губернатора Санкт-Петербурга ещё в 2000 году, опираясь на поддержку «Единства». На фоне прошедших в том году президентских выборов, на которых она была членом петербургского штаба Владимира Путина, в эфире НТВ подтвердила Евгению Киселёву серьёзность намерений и заявила, что исключает возможность снятия своей кандидатуры. Однако, после того как в администрации президента решили всё же остановиться на фигуре Владимира Яковлева, Матвиенко отказалась от участия.
21 сентября 2003 года в 1-м туре досрочных выборов на пост губернатора Санкт-Петербурга, назначенных в связи с переводом Владимира Яковлева на должность заместителя председателя Правительства России, набрала 48,73 % голосов и вышла во второй тур.
5 октября победила во 2-м туре (Валентина Матвиенко — 63,12 %, Анна Маркова — 24,2 %) и стала губернатором.
С 19 июля 2004 по 16 марта 2005 и с 25 мая по 29 ноября 2009 — член президиума Государственного совета Российской Федерации.
6 декабря 2006 года направила на имя В. В. Путина заявление с просьбой о досрочном сложении полномочий губернатора и затем 20 декабря повторно назначена президентом Российской Федерации В. В. Путиным на эту должность, тем самым подтвердив свои полномочия на новый срок согласно новой процедуре назначения губернаторов в субъектах федерации. В 2011 году Городской суд Санкт-Петербурга выявил крупные нарушения в градостроительной политике Матвиенко. В 2012 Верховный суд РФ установил, что при ней были незаконно сняты с охраны и затем снесены 38 исторических зданий. На их месте крупные девелоперы (например, группа ЛСР) построили элитную коммерческую недвижимость.
С 20 ноября 2009 года является членом партии «Единая Россия».
В период 2010—2012 годов по приглашению Казимиры Прунскене являлась почётным президентом Балтийской женской баскетбольной лиги.
24 июня 2011 года глава Башкортостана Р. З. Хамитов выдвинул идею о назначении Валентины Матвиенко Председателем Совета Федерации. Кандидатуру Матвиенко поддержал президент Российской Федерации Д. А. Медведев.

### Выборы в муниципалитет и отставка с поста губернатора
- 27 июля 2011 года подала заявку на участие в довыборах в муниципалитеты МО «Петровский» и МО «Красненькая речка» Санкт-Петербурга, набрав соответственно 95,61 % и 97,29 % голосов избирателей[29]. Организация выборов и высокие результаты на них Матвиенко вызвали критику со стороны оппозиции[29][30][31].
- 22 августа 2011 года в связи с избранием депутатом муниципального совета МО «Красненькая Речка» направила президенту прошение об отставке[32][33].
- 22 августа 2011 года Указом президента Российской Федерации освобождена от должности губернатора Санкт-Петербурга[34].

### Работа в Совете Федерации
31 августа 2011 года губернатор Санкт-Петербурга Г. С. Полтавченко подписал постановление о её назначении членом Совета Федерации Федерального Собрания Российской Федерации — представителем в Совете Федерации Федерального Собрания Российской Федерации от исполнительного органа государственной власти города Санкт-Петербурга. Постановление вступило в силу со дня его подписания.
21 сентября 2011 года Валентина Ивановна Матвиенко избрана 140 голосами сенаторов при 1 воздержавшемся Председателем Совета Федерации Федерального Собрания Российской Федерации. Голосование было безальтернативным. Таким образом, В. И. Матвиенко стала первой в истории России женщиной, занимающей пост председателя верхней палаты парламента.
С 22 сентября 2011 года — постоянный член Совета Безопасности Российской Федерации.
В ноябре 2011 года избрана Председателем Совета Межпарламентской Ассамблеи государств-участников Содружества Независимых Государств.
С 11 июля 2012 года — член Государственного совета Российской Федерации. В соответствии с Указом Президента Российской Федерации от 11 июля 2012 года № 946 «Вопросы Государственного совета Российской Федерации» председатель Совета Федерации, по должности, является членом Государственного совета.

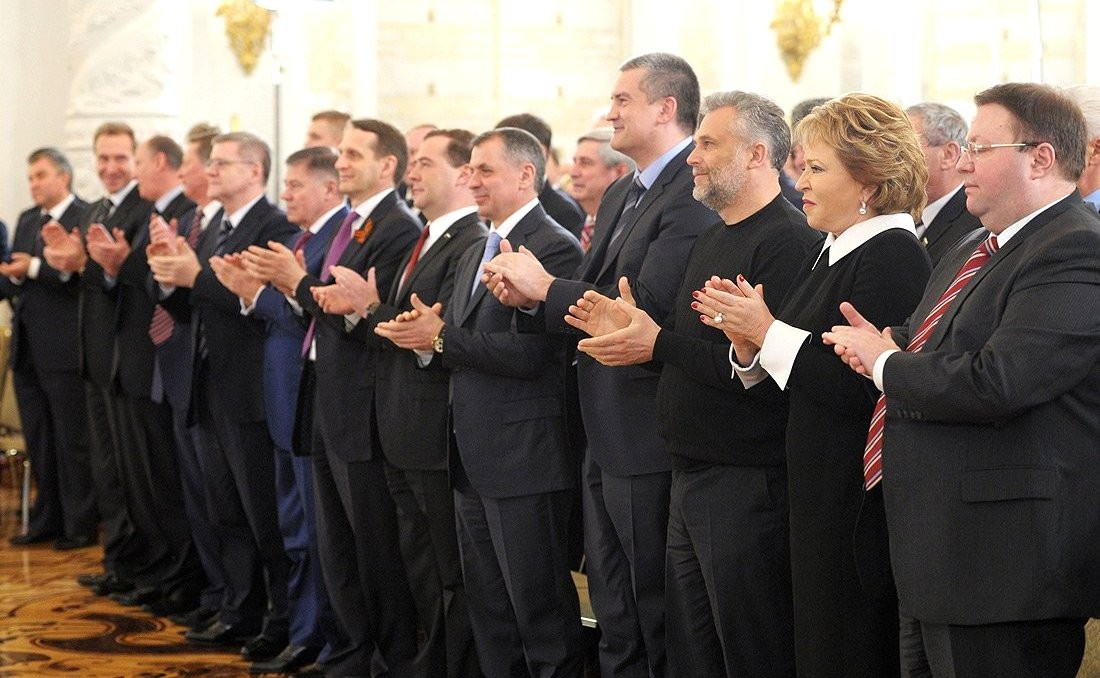
Во время обращения Владимира Путина о принятии Крыма и Севастополя в состав России. 18 марта 2014 года

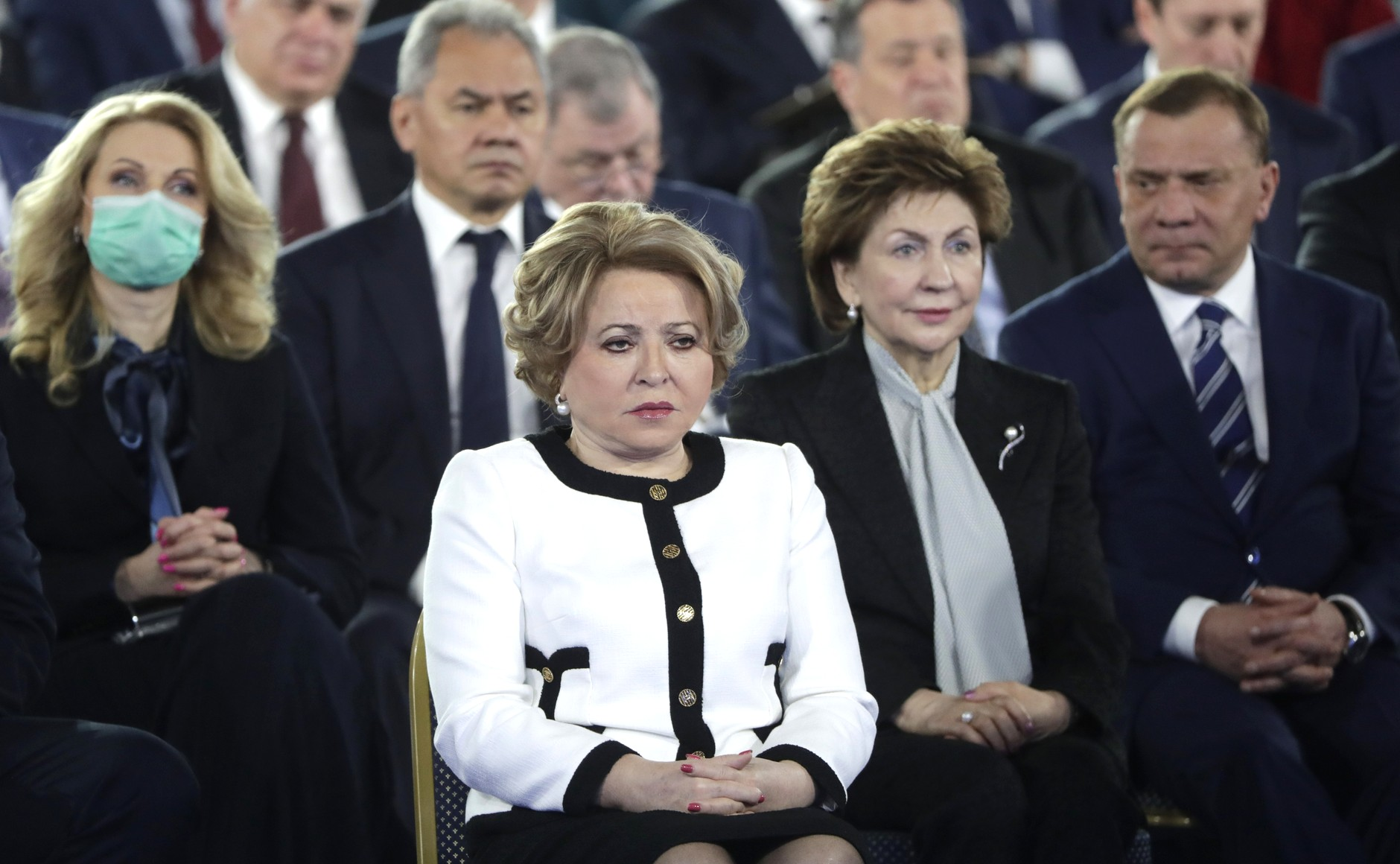
Валентина Матвиенко на послании Федеральному Собранию в 2021 году

27 декабря 2012 года Совет Федерации единогласно одобрил «антисиротский» закон, устанавливающий запрет на передачу детей, являющихся гражданами РФ, на усыновление (удочерение) гражданами США, а также осуществление деятельности на территории РФ органов и организаций в целях подбора детей, являющихся гражданами РФ, на усыновление (удочерение) гражданам США, желающим усыновить (удочерить) указанных детей.
Согласно данным социологов Левада-центра, «антисиротский» закон поддержали 50 % населения страны.
Несмотря на то, что большинство населения положительно отнеслось к принятию данного закона, «антисиротский» закон вызвал резонанс в обществе. Вплоть до заседания Совета Федерации, на котором обсуждался проект данного закона, Совет Федерации единой позиции по этому вопросу не выработал, а Валентина Матвиенко за несколько недель до заседания призывала не спешить с принятием этого закона и тщательно проработать все вопросы.
В 2014 году Матвиенко избрана на пост Председателя Совета Федерации Федерального Собрания Российской Федерации на второй срок.
При Валентине Матвиенко в должности председателя Совет Федерации трижды давал согласие президенту на использование вооружённых сил — на территории Украины (в марте 2014 года и феврале 2022 года), а также в Сирии (в сентябре 2015 года).
В мае—июне 2018 года активно поддержала вызвавший отторжение большинства граждан России законопроект о повышении возраста выхода на пенсию, особо подчёркивая безотлагательность данной меры.
В июле 2018 года после выявленных фактов пыток заключённых работниками пенитенциарной системы России Матвиенко предложила реформу ФСИН.
17 апреля 2019 года в газете КоммерсантЪ появилась публикация о возможном переходе Матвиенко в Пенсионный фонд России и об уходе с поста председателя Совета Федерации. Статья спровоцировала скандал: были уволены её авторы, а 20 мая об увольнении в знак солидарности заявили все журналисты отдела политики и заместитель главного редактора этого издания.
После избрания 8 сентября 2019 года Александра Беглова губернатором Санкт-Петербурга он делегировал Матвиенко в Совет Федерации от Правительства Санкт-Петербурга. 25 сентября 2019 года она избрана на пост Председателя Совета Федерации на третий срок . Альтернативных кандидатур при голосовании не было.
25 сентября 2024 года Валентина Матвиенко избрана на пост Председателя Совета Федерации на четвёртый срок.

### Санкции

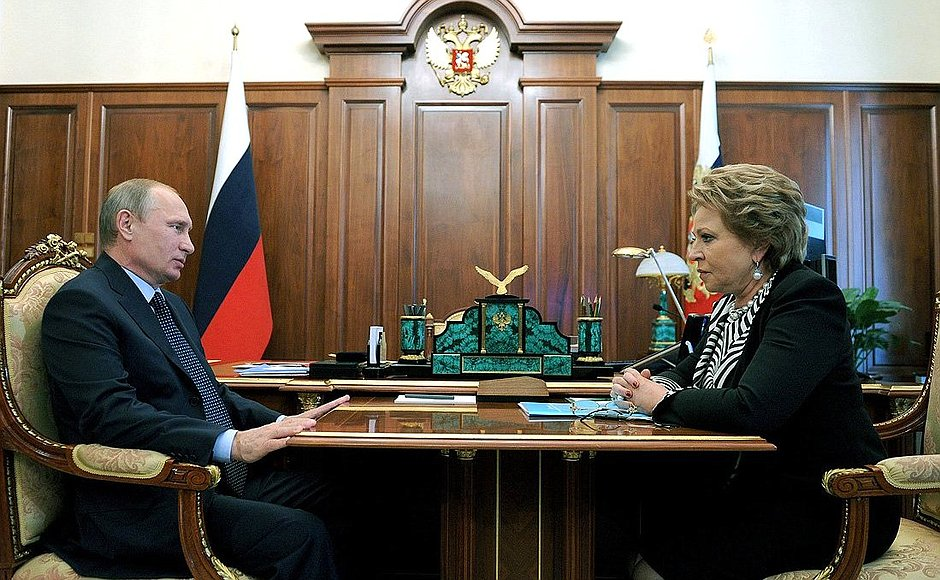
Рабочая встреча Владимира Путина
с Председателем Совета Федерации Валентиной Матвиенко. 1 октября 2014 года

Матвиенко с самого начала была одним из самых активных участников российской кампании в Крыму.
17 марта 2014 года в отношении Матвиенко введены санкции правительства США и Евросоюза, которые предусматривают запрет на въезд в США и Евросоюз, а также арест активов и собственности, находящихся на территории Соединённых Штатов и ЕС. Американская сторона считает председателя Совета Федерации одним из главных российских парламентских деятелей, ответственных за нарушение суверенитета и территориальной целостности Украины. Аналогичные меры приняты со стороны правительства Канады и ЕС. По данным журнала Forbes, «1 марта Матвиенко оперативно собрала сенаторов на экстренное заседание верхней палаты, по итогам которого парламентарии дали Владимиру Путину разрешение на ввод войск на территорию Украины. В последующий дни экс-губернатор Петербурга публично отстаивала право жителей полуострова на референдум о статусе автономии и законности схемы по присоединению региона к России на правах субъекта РФ. При этом Матвиенко ранее заявляла, что не боится западных санкций и в случае необходимости будет проводить всё время на родине. Коснутся ли ограничения её сына — известного предпринимателя и экс-главу „ВТБ-Девелопмента“ Сергея Матвиенко, пока неизвестно».
Также включена в санкционные списки Швейцарии и Австралии.
Лишена государственных и других наград Украины, запрещён въезд на территорию Украины в соответствии с решением Совета национальной безопасности и обороны Украины от 2 мая 2018 года.

## Ранги и чины
Дипломатические ранги
- Чрезвычайный и полномочный посланник 1 класса (10 декабря 1995)[53].
- Чрезвычайный и полномочный посол (12 сентября 1997)[54].

Классный чин
- Действительный государственный советник Санкт-Петербурга 1 класса[55].

## Семья

### Родители
Отец — Иван Яковлевич Тютин, уроженец Мокшанского района Пензенской области, трудился завхозом в военной части. Мать, Антонина (Ирина?) Кондратьевна, в девичестве Бублей (1914—1998), была местной жительницей, работала посудомойкой в той же военной части. Там, ещё до войны, и познакомились будущие супруги. Когда началась война, Иван ушёл на фронт, Антонина осталась с двумя детьми на руках (как в 2019 году упомянула в интервью петербургской «Комсомолке» Матвиенко, оба ребёнка умерли во время войны). Украина находилась в оккупации, всё еврейское население подверглось геноциду. Антонина Кондратьевна рисковала жизнью, укрывая еврейскую женщину и двух её детей у себя в подполе.

### Брак
В период учёбы на пятом курсе ЛХФИ, вышла замуж за сокурсника Владимира Васильевича Матвиенко, с которым они прожили вместе больше 45 лет. Владимир Матвиенко, полковник медицинской службы, скончался 29 августа 2018 года, последние годы жизни он был прикован к инвалидному креслу и практически безвыездно проживал в Ленинградской области в загородном особняке близ железнодорожной станции Громово.
У Валентины Матвиенко есть сын Сергей (родился 5 мая 1973 года), ставший предпринимателем. Он имеет два высших образования по специальностям «финансы и кредит» и «международная экономика».
С 2003 по 2010 год Сергей Матвиенко являлся вице-президентом банка «Санкт-Петербург». В 2004 году он занял пост вице-президента одного из крупнейших российских госбанков — Внешторгбанка. В 2006 году возглавил компанию ЗАО «ВТБ-капитал», управляющую принадлежащей Внешторгбанку недвижимостью и его инвестиционными проектами в строительстве, сохранив при этом и статус вице-президента банка ВТБ.
В 2010 году упоминался как генеральный директор аффилированного с банком ЗАО «ВТБ-Девелопмент».
Помимо этого, отмечалось, что Сергей Матвиенко являлся владельцем ЗАО «Империя» — компании, имевшей 28 дочерних структур, «осуществляющих деятельность в области девелопмента, перевозок, клининга и медиарынка» (в числе самых известных упоминались ООО «Норд-вест Сергей Матвиенко менеджмент», ЗАО «Параметр», ООО «Кронштадтские паруса», ЗАО «Версия» и ООО «Дуглас»).
Назывался Матвиенко и владельцем ЗАО «МСТ-холдинг» — до октября 2010 года совладельца оператора фиксированной связи «Метроком» (45 процентов акций ОАО). Вторым совладельцем ЗАО (55 процентов) в 2009 году являлся Комитет по управлению городским имуществом (КУГИ) мэрии Санкт-Петербурга.
Имеет внучку Арину.

## Награды

### Награды России и СССР
- Герой Труда Российской Федерации (7 апреля 2024) — за особые трудовые заслуги перед государством и народом[65]
- Орден Святого апостола Андрея Первозванного (28 марта 2019) — за выдающиеся заслуги перед Отечеством и многолетнюю плодотворную государственную деятельность[66]
- Орден «За заслуги перед Отечеством» I степени (2014)[67]
- Орден «За заслуги перед Отечеством» II степени (19 марта 2009) — за заслуги перед государством и большой личный вклад в социально-экономическое развитие города[68]
- Орден «За заслуги перед Отечеством» III степени (7 апреля 1999) — за заслуги перед государством и многолетнюю добросовестную работу[69]
- Орден «За заслуги перед Отечеством» IV степени (2003)[67]
- Орден Почёта (21 июня 1996) — за заслуги перед государством, большой вклад в проведение внешнеполитического курса и обеспечение национальных интересов России, мужество и самоотверженность, проявленные при исполнении служебного долга[70]
- Орден Трудового Красного Знамени (17 июня 1981)[67]
- Орден «Знак Почёта» (1976)[67]
- Медаль «В память 300-летия Санкт-Петербурга»
- Медаль Столыпина П. А. I степени (28 марта 2014) — за большой вклад в решение стратегических задач социально-экономического развития страны и многолетнюю безупречную государственную службу[71]

### Поощрения Президента и Правительства РФ
- Почётная грамота Президента Российской Федерации (27 января 2010) — за активное участие в подготовке и проведении заседаний Государственного совета Российской Федерации[72];
- Благодарность Президента Российской Федерации (2 сентября 2008) — за активное участие в подготовке и проведении Петербургского международного экономического форума и встреч глав государств — участников Содружества Независимых Государств[73];
- Благодарность Президента Российской Федерации (21 апреля 2008) — за большой вклад в обеспечение деятельности Президента Российской Федерации, Правительства Российской Федерации и развитие парламентаризма в Российской Федерации[74];
- Благодарность Президента Российской Федерации (14 августа 1995) — за активное участие в подготовке и проведении празднования 50-летия Победы в Великой Отечественной войне 1941—1945 годов[75];
- Почётная грамота Правительства Российской Федерации (3 апреля 1999) — за заслуги в проведении социально-экономической политики государства и многолетний добросовестный труд[76];
- Благодарность Правительства Российской Федерации (11 марта 2003) — за многолетнюю плодотворную государственную деятельность[77].

### Ведомственные награды
- Медаль «За взаимодействие» (Прокуратура России, 2010)
- Медаль «За заслуги в обеспечении национальной безопасности» (Совет безопасности Российской Федерации, 2009)
- Медаль «За укрепление таможенного содружества» (Федеральная таможенная служба, 2008)
- Медаль «100 лет Санкт-Петербургскому университету ГПС МЧС России» (МЧС России, 2006)
- Медаль «Адмирал Н. Г. Кузнецов» (Министерство обороны России, 2005)
- Медаль «За взаимодействие с ФСБ России» (ФСБ России, 2004)
- Нагрудный знак «За личный вклад в защиту и совершенствование гражданской обороны» (2004 год)
- Медаль «За заслуги в области гражданской авиации» (Межгосударственный авиационный комитет, 2004)
- Медаль «За боевое содружество» (МВД России, 2003)
- Медаль «За заслуги перед отечественным здравоохранением» (Минздрав России, 2003)
- Знак «Отличник пограничных войск» (ФПС, 2003)
- Медаль «За укрепление боевого содружества» (Министерство обороны России, 1999)

### Награды субъектов России
- Орден Кадырова (Чечня, 2024)[78]
- Почётный гражданин Санкт-Петербурга (2017)[79]
- Почётный гражданин Кисловодска[80]
- Юбилейный нагрудный знак Московской областной думы «20 лет Московской областной думе» (14 ноября 2013)[81]
- Юбилейный нагрудный знак Московской областной думы «25 лет Московской областной думе» (22 ноября 2018)[82]
- Почётный знак «Честь и слава Санкт-Петербурга» (7 апреля 2024)[83]
- Почётный знак «За заслуги перед Санкт-Петербургом» (31 августа 2011)[84]
- Почётный знак «За особый вклад в развитие Санкт-Петербурга» (Законодательное собрание Санкт-Петербурга, 2015 год)[85]

### Иностранные награды
- Орден княгини Ольги III степени (Украина, 6 декабря 2002) — за весомый личный вклад в развитие украинско-российского сотрудничества, активное участие в обеспечении проведения Года Украины в Российской Федерации[86]
- Почётная грамота Кабинета Министров Украины (Украина, 27 ноября 2001) — за значительный личный вклад в развитие сотрудничества между Украиной и Российской Федерацией в гуманитарной сфере[87]
- Орден Дружбы народов (Беларусь, 8 декабря 2009) — за значительный вклад в союзное строительство, укрепление дружеских отношений, единство народов Беларуси и России[88][89]
- Орден Франциска Скорины (Беларусь, 3 апреля 2019) — за значительный личный вклад в укрепление дружественных отношений и развитие сотрудничества между Республикой Беларусь и Российской Федерацией[90]
- Орден «Достык» I степени (Казахстан, 12 июля 2019) — за большой вклад в укрепление и развитие двусторонних отношений между Республикой Казахстан и Российской Федерацией[91]
- Орден «Достык» II степени (Казахстан, 2016)[92]
- Орден «Дружба» (Азербайджан, 7 апреля 2019) — за особые заслуги в укреплении сотрудничества и взаимных связей между Азербайджанской Республикой и Российской Федерацией[93]
- Специальная медаль, посвящённая 100-летнему юбилею азербайджанского парламента (Азербайджан, 2019)[94]
- Почётная медаль Парламентской Ассамблеи Организации Черноморского экономического сотрудничества (Турция, 2019)[94]
- Орден «Дустлик» (Узбекистан, 27 августа 2021) — за активные усилия и личный вклад в укрепление отношений дружбы, стратегического партнёрства и союзничества между Республикой Узбекистан и Российской Федерацией, всемерную поддержку развития межпарламентских связей, содействие эффективной реализации программ и проектов узбекско-российского многопланового сотрудничества, в том числе направленных на наиболее полное раскрытие потенциала межрегионального взаимодействия и двустороннего культурно-гуманитарного обмена[95]
- Орден «За большую любовь к независимому Туркменистану» (Туркменистан, 2009) — за большой вклад в укрепление туркмено-российских отношений[96]
- Орден «За вклад в развитие сотрудничества» (Туркменистан, 12 мая 2022) — принимая во внимание большой личный вклад в укрепление независимости и суверенитета нашей страны, развитие политического, экономического, научно-технического и культурно-гуманитарного сотрудничества между Туркменистаном и Российской Федерацией, повышение государственной и общественной деятельностью международного авторитета нашей страны[97]
- Почётный гражданин города Ашхабада (Туркменистан, 16 сентября 2017) — учитывая особые заслуги в развитии политического, экономического и культурно-гуманитарного сотрудничества Туркменистана и Российской Федерации, большой личный вклад в укрепление дружественных и братских отношений народов двух стран[98]
- Большой рыцарский крест ордена Льва Финляндии (Финляндия, 2009)[99]
- Медаль «За выдающийся вклад в проведение национальных годов Китая и России» (КНР, 2008)[67]
- Орден Почётного легиона (Франция, 2009)[67]
- Большой крест Ордена Почёта (Греция, 2007)[67]
- Большой золотой почётный знак на ленте «За заслуги перед Австрийской Республикой» (Австрия, 2001)[100]
- Дама Ордена Заслуг (Мальта, 2013)[101]
- Орден Республики Сербской на цепи (Республика Сербская, Босния и Герцоговина, 2018)[102][103]
- Орден Солидарности (Куба, 2022)[104]

### Конфессиональные награды
- Орден преподобного Сергия Радонежского I степени (2010) — во внимание к помощи Русской Православной Церкви[105]
- Орден святой равноапостольной княгини Ольги I степени (РПЦ, 2006)[106]
- Орден святой равноапостольной княгини Ольги III степени (РПЦ, 2019) — во внимание к вкладу в развитие церковно-государственных отношений и в связи с 70-летием со дня рождения[107]
- Орден преподобного Сергия Радонежского II степени[108]
- Орден святой равноапостольной княгини Ольги II степени (РПЦ, 2001)[109]
- Орден святого мученика Трифона II степени (РПЦ, 2001) — за большой личный вклад в борьбу с наркоманией, алкоголизмом и другими вредоносными явлениями[110]
- Орден великой княгини Елисаветы Феодоровны I степени (РПЦ, 2024)[111]
- Орден Святого Саака и Святого Месропа (Армянская апостольская церковь, 2012) — за важный вклад в упрочение дружбы армянского и русского народов, в сохранение армянских духовных и национальных ценностей в Санкт-Петербурге[112]

### Почётные звания и учёные степени
- Почётный член Российской академии художеств[113]
- Почётный доктор Российского государственного социального университета (1 июня 2001)[114].

### Премии
- Премия Правительства Российской Федерации в области науки и техники (2010)[115]
- Международная премия «Балтийская звезда» (2011)[116]
- Лауреат национальной премии общественного признания достижений женщин «Олимпия» Российской Академии бизнеса и предпринимательства[117] за 2001 год
- Премия «Человек года» в номинации «Региональный руководитель» за активную помощь еврейской общине г. Санкт-Петербурга (2008, Федерация Еврейских общин России)[118].

### Иные награды
- Медаль А. С. Пушкина «За большие заслуги в распространении русского языка» (Международная ассоциация преподавателей русского языка и литературы, 2003)[119];
- Медаль «За освобождение Крыма и Севастополя» (17 марта 2014 года) — за личный вклад в дело по возвращению Крыма в Россию[120];
- В рейтинге «100 самых влиятельных женщин России» журнала «Огонёк», опубликованном в марте 2014 года, заняла 1-е место[121];
- Императорский Орден Святой Великомученицы Анастасии (12 июля 2013 года, Российский Императорский Дом) — в воздаяние заслуг перед Отечеством и во свидетельство особого НАШЕГО благоволения[122].
- Орден «Содружество» (17 апреля 2014 года, Межпарламентская ассамблея СНГ) — за активное участие в деятельности Межпарламентской Ассамблеи и её органов, вклад в укрепление дружбы между народами государств — участников Содружества Независимых Государств[123].
- Медаль «За укрепление парламентского сотрудничества» (2024 год, Межпарламентская ассамблея СНГ)[124].
- Медаль «МПА СНГ. 25 лет» (27 марта 2017 года, Межпарламентская ассамблея СНГ) — за заслуги в деле развития и укрепления парламентаризма, за вклад в развитие и совершенствование правовых основ функционирования Содружества Независимых Государств, укрепление международных связей и межпарламентского сотрудничества[125].

## Критика
Внешний облик Санкт-Петербурга при Матвиенко претерпел значительные изменения: снесено и построено много зданий, торговых центров и транспортных развязок, на многих улицах прекращено движение трамваев и демонтированы трамвайные пути. Между тем, активное строительство вызвало шквал критики в адрес губернатора, которой ставили в упрёк потворствование так называемой «уплотнительной застройке», а также снос исторических зданий в центре города в угоду строительству дорогостоящих новостроек. В частности, в СМИ активно обсуждалось сооружение в историческом центре Санкт-Петербурга 300-метрового небоскрёба «Газпром-сити», который поддерживала Матвиенко, в связи с чем в 2011 году прошёл ряд митингов правозащитных организаций и местных жителей. Впрочем, в данном конкретном случае протесты общественности были услышаны — от проекта решено было отказаться.
В связи с уходом Матвиенко с поста губернатора 4 июля 2011 года вышел номер еженедельника «Коммерсантъ Власть» под заголовком «За сосули перед Отечеством», в котором содержались оценки её пребывания во главе Санкт-Петербурга. Однако, по сообщению издательского дома «Коммерсантъ», в Санкт-Петербурге было изъято не менее 90 % тиража данного журнала.

### Коммунальный коллапс зимой 2010—2011
Зимой 2010—2011 в Санкт-Петербурге сложилась тяжёлая погодная обстановка: в декабре выпал 81 мм осадков, что более чем на 60 % превышает норму осадков для города в 50 мм, а за 18 дней января 2011 года норма осадков уже была превышена. В совокупности с проблемами в поставках снегоуборочной техники качество уборки города было признано самой градоначальницей неудовлетворительным. Для уборки снега Матвиенко предлагала привлекать бездомных и студентов.
По поводу плохой уборки города, а также произошедшим в этой связи нескольким смертям работу губернатора публично критиковали известные личности, среди которых актёр Михаил Трухин, музыкальный критик Артемий Троицкий, карикатурист Андрей Бильжо, депутат Оксана Дмитриева.
В ответ на критику, в связи с гибелью шестилетнего ребёнка — сироты Вани Завьялова от упавшей сосульки, Матвиенко предложила детям и старикам не выходить из дома без крайней необходимости. В то же время, она заявила, что «город существенно лучше убирается, чем в прошлом году», и что критика вызвана тем, что «некоторые политики нагнетают истерику для дискредитации власти». Годом ранее, 2 февраля 2010 года, Матвиенко выдвигала предложение сбивать «сосули», как она выразилась, лазером или паром. Филологи утверждают, что несуществующее в русском языке слово «сосули» в устах губернатора звучит неприлично. Впрочем, в словаре Даля это слово есть: «Сосуля ж. сосулька, -лечка, что можно сосать, или чему дан такой вид, наружность, будто оно назначено для соски, сосания».

### Выборы депутатом
Выборы в муниципальных округах «Красненькая речка» и «Петровский», в которых Валентина Матвиенко была одним из кандидатов, подвергались критике. Среди нарушений, допущенных в процессе выборов, называлось следующее:
- сокрытие избирательной комиссией муниципального округа информации о выборах и недопущение кандидатов от оппозиции к участию в них[147]. Политолог Валерий Островский, однако, заявил, что информация о выборах публиковалась[148]. Но при этом тиражи газет, в которых публиковалась информация о выборах, выходили не в срок и издавались в отличном от традиционного оформлении[149][150];
- незаконная агитация за Матвиенко[151];
- выборы в округах, от которых баллотировалась Матвиенко, ранее не планировались (они были объявлены в округах Александровская и Ломоносов)[152];

По словам главы Горизбиркома Петербурга Дмитрия Краснянского, выборы были признаны законными.

### Состояние Санкт-Петербурга

#### Экономика и бюджет
Сама Матвиенко утверждает, что «„вытащила“ город из конца XX века, в котором он, казалось, застрял» и увеличила городской бюджет в несколько раз. В. Матвиенко неоднократно заявляла о необходимости поддержки малого бизнеса. С 2002 по 2007 год количество малых предприятий в Санкт-Петербурге увеличилось на 41 % (с 89,7 тыс. до 126,8 тыс.). В период правления Матвиенко были ликвидированы сотни точек розничной торговли на остановках общественного транспорта и рядом с метро, при её непосредственном участии уничтожен крупнейший рынок Северо-Запада Апраксин Двор, работы лишилось более 20000 человек.

#### Экология
Неуклонно сокращается площадь парков и скверов. Только за период с 2003 по 2006 год общая площадь зелёных насаждений города сократилась с 11970 до 10535 га Также в планах городской администрации — значительное сокращение озеленённых территорий города (из 2250 участков общего пользования к концу 2010 года может остаться только 1389).
При этом зелёные насаждения в Петербурге продолжают вырубаться, а новых практически не появляется.
По некоторым оценкам, на начало XXI века, около 1,5 млн человек в Петербурге живут в условиях экологического дискомфорта, а около 500 тыс. — в районах предельного дискомфорта.
Ежегодно в атмосферу Петербурга выбрасывается 250 тыс. тонн загрязняющих веществ, что составляет около 50 кг на каждого жителя города. При этом в городском комитете по экологии и природопользованию отмечают, что это не так уж и много. Уровень загрязнения воздуха в Петербурге в среднем в 10 раз превышает предельно допустимые концентрации (ПДК). Больше всего в воздухе Петербурга диоксида азота (2 ПДК), источником которого являются автомобили, а также промышленные предприятия. Выброс от автотранспорта — почти 200 тыс. тонн в год и ежегодно возрастает пропорционально числу автомобилей на 7 %. При этом Петербург никак нельзя назвать зелёным городом. Наиболее населённые районы, Центральный и Адмиралтейский, имеют самую малую плотность зелёных насаждений — менее 20 % площади. Лучше всего обеспечен зелёными насаждениями Калининский район — 40—50 % территории. Большинство же районов города имеет плотность зелёных насаждений 20—30 %.

#### Уровень удобства
В списке самых удобных для жизни городов мира, составляемым журналом The Economist, Петербург в 2009 году занял 68-е место из 139 возможных.
В списке крупных городов, ежегодно публикуемом влиятельной американской консалтинговой фирмой Mercer, Москва и Санкт-Петербург заняли, соответственно, 166-ю и 170-ю строчки. Согласно подсчётам составителей списка, по уровню жизни российские столицы немного уступают Каракасу (столица Венесуэлы, 165) и Либревилю (столица Габона, 156). При расчёте места в списке учитывались уровень преступности, политическая стабильность, количество больниц и качество медицинской помощи, удобство транспортной системы, наличие кафе и ресторанов, мест отдыха, климатические условия, уровень гражданской и политической свободы и другие факторы — всего 39 критериев.

#### Состояние исторического наследия
Во время губернаторства Матвиенко происходил процесс сноса зданий в историческом центре Санкт-Петербурга, представляющих историческую ценность, осуществлялась застройка парков и скверов мегаполиса, разрушался исторически сложившийся городской ландшафт, находящийся под охраной ЮНЕСКО.
На углу Невского проспекта и площади Восстания при Матвиенко был осуществлён снос исторической застройки XIX века.
На месте утраченных памятников выстроен финский торговый центр «Стокманн» с современной стеклянной крышей, которая контрастирует с окружающими постройками и заметно превосходит их по высоте. Разрушение исторической части города губернатор мотивировала следующими соображениями: «Здесь появится огромный универмаг для среднего класса. Я обязана обеспечить финансовое благополучие города».
Аналогичным образом старинные дома 55 и 59 по Невскому проспекту были снесены, чтобы на их месте возвести многоуровневый гараж (стоянка) и 8-этажный коммерческий центр «Невский Плаза».
В январе 2011 года Валентина Матвиенко обратилась к премьеру Владимиру Путину с просьбой исключить Санкт-Петербург из списка исторических поселений.

#### Строительство и транспортное обеспечение города
Не решена и приобрела острый характер проблема пробок и парковки. Строители гаражей утверждают, что «пока государство проявляет терпимость к стоянкам на газонах, ничего изменить не получится».
Как успехи администрации Матвиенко называют активизацию строительства дамбы, хотя второй цикл работ начат за несколько месяцев до прихода Матвиенко на губернаторский пост, когда она ещё занимала должность Полномочного представителя Президента Российской Федерации в Северо-Западном федеральном округе, после этого сроки окончания переносились дважды, и финансирование дамбы также осуществлялось из средств федерального бюджета и средств займа ЕБРР, предоставленного Правительству Российской Федерации.

#### Отношение петербуржцев к Матвиенко
Социологический центр «Мегаполис» в феврале 2010 года провёл мониторинг оценки петербуржцами эффективности работы городского правительства. Согласно отчёту «Мегаполиса», рейтинг и антирейтинг губернатора Петербурга получил за последние два месяца «наибольшие потери и негативные приобретения». В октябре 2009 года положительно относились к губернатору почти 45 % опрошенных, в декабре — 38,5 %, а в феврале 2010 года — уже почти 33 %. При этом число её противников за четыре месяца фактически удвоилось: в октябре 2009 года отрицательно оценивали деятельность губернатора чуть больше 10 %, в декабре — 13 %, а в феврале 2010 — почти 20 %. К декабрю того же года доля петербуржцев, негативно оценивающих деятельность В. И. Матвиенко, выросла до 28 %. В июле 2011 года работу Матвиенко на посту губернатора Санкт-Петербурга считали плохой 34 % горожан, средней — 42 %, хорошей — лишь 18 %.
При этом 19 мая 2010 года на пресс-конференции В. И. Матвиенко заявила «Я буду оставаться на своём посту до тех пор, пока мне доверяют петербуржцы и Президент».
6 июня 2009 года В. И. Матвиенко оказалась в центре скандала, после прошедшей на борту крейсера «Аврора» вечеринки, вызвавшей широкий резонанс в обществе.

#### Социальная сфера
21 июля 2009 года на заседании Правительства Санкт-Петербурга Валентина Матвиенко жёстко раскритиковала руководство Петербургского метрополитена за положение, позволяющее детям до 8 лет ездить бесплатно только при наличии прописки в Санкт-Петербурге:
Нет слов для возмущения. Это не характерно для Петербурга. Петербург всегда был гостеприимный город. Мы заинтересованы в том, чтобы к нам приезжали не только зарубежные туристы, но и жители всех регионов, чтоб к нам приезжали дети, тем более сейчас каникулы. Кому такая дурь в голову пришла? Почему самостоятельно руководители считают возможным принимать решения, которые потом будоражат весь город и наносят ущерб имиджу Петербурга?
Поправка 1-1 в закон «О дополнительных мерах социальной поддержки детей и молодёжи в Санкт-Петербурге», согласно которой прописка и требовалась, при этом была включена в закон по требованию самой же Валентины Матвиенко, опубликованному в письме Законодательному Собранию Санкт-Петербурга № 07-105/716 от 16 июня 2008 года.

## Взгляды Валентины Матвиенко
Выступая в Новосибирске на первом конгрессе женщин стран ШОС и БРИКС, Валентина Матвиенко отметила, что считает недостаточным число женщин, имеющих возможность принимать решения на государственном уровне.
По словам Матвиенко, России есть над чем работать в данном вопросе, в частности, женщин в парламенте страны должно быть больше.
На форуме женщин-председателей парламентов, проходящем в столице Объединённых Арабских Эмиратов Абу-Даби, Валентина Матвиенко высказала свою точку зрения:
«Похоже, что мужчины-политики со своим брутальным стилем не справились с управлением миром. Они допустили войны, конфликты, насилие. Это, конечно, шутка. Но, как говорят у нас в России, в каждой шутке есть доля правды».

## Международные санкции
Из-за поддержки российской агрессии и нарушения территориальной целостности Украины во время российско-украинской войны находится под персональными международными санкциями разных стран. С 14 марта 2020 года находится под санкциями всех стран Европейского союза за публичную поддержку в Совете Федерации развертывания российских войск на Украине. С 31 декабря 2020 года находится под санкциями Великобритании. С 6 апреля 2022 года находится под санкциями Соединённых Штатов Америки. С 17 марта 2014 года находится под санкциями Канады. С 2 апреля 2020 года находится под санкциями Швейцарии. С 24 июня 2020 года находится под санкциями Австралии. С 3 марта 2022 года находится под санкциями Японии.
Указом президента Украины Владимира Зеленского от 7 сентября 2022 года находится под санкциями Украины. С 5 апреля 2022 года находится под санкциями Новой Зеландии.

## Публикации
- Матвиенко В. На пути возрождения патриотизма (рус.) // Военный парад : журнал. — 2002. — Май-июнь (т. 51, № 03). — С. 22—23. — ISSN 1029-4678.